# Ilmor
Ilmor este un constructor de motoare pentru diverse competiții auto, incluzând Formula 1, ChampCar și Indy Racing League, dar și pentru MotoGP.
După ce a furnizat motoare de Formula 1 în nume propriu echipelor Tyrrell și Sauber la începutul anilor '90, Ilmor a încheiat un acord cu Mercedes Benz privind construcția de motoare pentru concernul german, care erau mai departe date spre folosință echipelor Sauber (în 1994) și McLaren (între 1995 și 2001).
În 2002 Mercedes Benz a cumpărat Ilmor, iar noua companie se numește Mercedes Benz High Performance Engines.